# Иулиан (Симашкевич)
Епи́скоп Иулиа́н (в миру Юлиа́н Митрофа́нович Симашке́вич; 8 января 1886, Новочеркасск — 5 октября 1938, Ростов-на-Дону) — деятель обновленчества и григорианства, бывший священник Русской православной церкви.

## Биография
Родился 8 января 1886 года в Новочеркасске в семье протоиерея Митрофана Васильевича Симашкевича, который был ректором Донской духовной семинарии. Мать Иулитта Ивановна была дочерью священника Каменец-Подольской епархии.
В 1901 году поступил в Донскую духовную семинарию. В 1906 году, в связи с назначением отца епископом Чебоксарским, викарием Казанской епархии, перевёлся в Казанскую духовную семинарию, которую окончил в 1907 году. В 1908 году поступил в Казанскую духовную академию, а затем перевёлся в Санкт-Петербургскую духовную академию, которую окончил в 1912 году со степенью кандидата богословия и правом соискания степени магистра без нового устного испытания.
С 15 февраля 1913 года преподавал Вятской духовной семинарии. С 14 октября 1913 года преподавал в Нижегородской духовной семинарии. С 1919 года преподавал в Донской духовной семинарии.
В 1919 году рукоположён во священника целибатом и назначен к Донской церкви Старочеркасского Ефремовского женского монастыря Донской епархии. Возведён в сан протоиерея, с возложением камилавки и наперсного креста, от Священного Синода выдаваемого.
В 1921 года арестован и за религиозную пропаганду приговорён к двум годам исправительных работ условно. С того же года служил клириком Михаило-Архангельской церкви города Новочеркасска. В 1924 году вновь арестован, но через две недели освобождён.
11 января 1926 года под председательством митрополита Митрофана (Симашкевича) состоялось собрание духовенства и мирян Каменского, Ермаковского и Митякинского благочиний Донской епархии, которое постановило признать Временный высший церковный совет законным органом высшего церковного управления. Таким образом Иулиан вместе с отцом оказался в григорианском расколе.
В том же году был назначен настоятелем Михаило-Архангельской церкви Новочеркасска. Фактически исполнял должность личного секретаря своего отца митрополита Митрофана (Симашкевича).
17 апреля 1932 года в Новочеркасске хиротонисан во епископа Донского, безудельного викария Северо-Кавказской григорианской митрополии. Хиротонию совершали митрополит Митрофан (Симашкевич) и архиепископ Иннокентий (Бусыгин). Новопоставленный архиерей взял на себя значительную часть обязанностей по управлению епархией, одновременно являясь настоятелем Михаило-Архангельской церкви Новочеркасска. Митрополит Митрофан тайно надеялся, что сын продолжит его дело и станет во главе Донской церкви. При этом митрополит Митрофан имел высокие организаторские и духовные качества, что совершенно нельзя сказать о епископе Иулиане.
28 июля 1933 года митрополит митрофан скончался на 88 году жизни. После его смерти в среде духовенства к Иулиану стали относиться весьма прохладно. На пленуме Временного Высшего Церковного Совета при обсуждении вопроса о преемнике митрополита Митрофана, было принято решение о назначении в Новочеркасск архиепископа Каменского Иннокентия (Бусыгина), с возведением в сан митрополита. На Каменскую кафедру был переведен из Благовещенска архиепископ Николай (Львов). Рассматривался и вопрос о дальнейшей деятельности епископа Иулиана, но решён не был. Через какое-то время митрополиты Новочеркасский Иннокентий (Бусыгин) и Ростовский Смарагд (Яблонев), посоветовавшись, предоставили епископу Иулиану место настоятеля одной из церквей в Аксае, пригороде Ростова-на-Дону.
В 1934 году епископ Иулиан, недовольный переводом из Новочеркасска, решился вместе с общиной Михаило-Архангельской церкви перейти в обновленчество. С помощью новочеркасских протоиереев Иоанна Фомина и Димитрия Капустянского в мае-июне 1934 году он познакомился с Ростовским обновленческим митрополитом Петром (Сергеевым) и сообщил ему о своём решении. При встрече преосвященный Иулиан предъявил письмо митрополита Митрофана, в котором тот завещал ему, после своей смерти, перейти в обновленчество. Такое волеизъявление удивило главу краевых обновленцев, и он более месяца не мог определиться с решением. Наконец в июле 1934 года митрополит Петр направил ходатайство в Священный Синод, который утвердил епископа Иулиана на Новочеркасской обновленческой кафедре.
24 августа 1937 года был арестован. По версии обвинения Иулиан (Симашкевич) якобы входил в «контрреволюционную организацию» на Дону была, который руководил обновленческий митрополит Пётр Сергеев. 5 сентября 1938 года постановлением Комиссии НКВД и Прокуратуры СССР приговорён к высшей мере наказания. Расстрелян 5 октября 1938 года в Ростове-на-Дону.